# Ringer-Bundesliga 2008/09
Die Ringer-Bundesliga 2008/09 war die 45. Saison in der Geschichte der deutschen Ringer-Bundesliga. 24 Mannschaften kämpften in drei regionalen Vorrundengruppen und in einer Play-off-Runde um die deutsche Meisterschaft.
Das Finale wurde am 24. und 31. Januar 2009 ausgetragen. Wie in den zwei Jahren zuvor standen sich wieder der 1. Luckenwalder SC und der KSV Köllerbach gegenüber. Köllerbach gewann den Heimkampf mit 23:16 und wurde nach der 19:21-Niederlage im Rückkampf zum dritten Mal in Folge deutscher Mannschaftsmeister im Ringen.
Nach der Saison stiegen sieben Vereine aus der 1. Bundesliga ab. Vier von ihnen zogen sich aus finanziellen oder personellen Gründen zurück.

## Vorrunde
| Legende | Legende                          |
| ------- | -------------------------------- |
|         | Teilnahme an der Endrunde        |
|         | Rückzug zum Saisonende           |
|         | Absteiger in die 2. Bundesliga   |
| (M)     | Meister der Vorsaison            |
| (N)     | Aufsteiger aus der 2. Bundesliga |

Die Saison begann mit der Vorrunde in allen drei Staffeln am 13. September 2008. Die Hinrunde endete am 18. Oktober, die Rückrunde begann bereits eine Woche später am 25. Oktober und endete am 6. Dezember 2008.

### Staffel Nord
In der Nordstaffel gelang dem Vizemeister 1. Luckenwalder SC wie erwartet der Durchmarsch, der den siebenten Vorrundenstaffel-Sieg in Folge bedeutete. Mit 14 Siegen aus 14 Kämpfen distanzierten die Top-Ringer aus Brandenburg den ASV Hof mit acht Punkten Vorsprung auf Platz zwei. Punktgleich mit Hof war noch die KG Frankfurt/Eisenhüttenstadt. Der TRV Berlin belegte den vierten Rang vor dem Aufsteiger AC Lichtenfels und dem RV Thalheim, die damit ebenfalls in die Play-off-Runde einzogen. Den Abstieg in die 2. Bundesliga musste der PSV Rostock antreten, der immerhin vier Punkte aus der Saison mitnahm und am Ende nur zwei Punkte hinter dem KFC Leipzig lag.
| Pl. | Verein                        | K. | Kampfpkte. | Diff. | Pkte. |
| --- | ----------------------------- | -- | ---------- | ----- | ----- |
| 1.  | 1. Luckenwalder SC            | 14 | 402:139    | +263  | 28:00 |
| 2.  | ASV Hof                       | 14 | 310:209    | +101  | 20:80 |
| 3.  | KG Frankfurt/Eisenhüttenstadt | 14 | 275:240    | 0+35  | 20:80 |
| 4.  | TRV Berlin                    | 14 | 258:278    | 0−20  | 14:14 |
| 5.  | AC Lichtenfels (N)            | 14 | 246:298    | 0−52  | 12:16 |
| 6.  | RV Thalheim                   | 14 | 192:329    | −137  | 08:20 |
| 7.  | KFC Leipzig                   | 14 | 229:297    | 0−68  | 06:22 |
| 8.  | PSV Rostock                   | 14 | 204:326    | −122  | 04:24 |

### Staffel Mitte
SV Germania Weingarten hieß der Meister der Staffel Mitte. Die Badener setzten sich am Ende in der Tabelle mit vier Punkten Vorsprung gegen den amtierenden deutschen Meister KSV Köllerbach durch. Der TV Aachen-Walheim musste den Gang in die 2. Bundesliga antreten. Die Ringer des Aufsteigers blieben bei 14 Kämpfen ohne Punkterfolg und hatten am Ende 6 Punkte Rückstand auf den KSV Ketsch.
| Pl. | Verein                  | K. | Kampfpkte. | Diff. | Pkte. |
| --- | ----------------------- | -- | ---------- | ----- | ----- |
| 1.  | SV Germania Weingarten  | 14 | 343:159    | +184  | 26:20 |
| 2.  | KSV Köllerbach          | 14 | 352:165    | +187  | 22:60 |
| 3.  | ASV Mainz 88            | 14 | 297:228    | 0+69  | 18:10 |
| 4.  | RWG Mömbris-Königshofen | 14 | 308:211    | 0+97  | 16:12 |
| 5.  | KSK Konkordia Neuss     | 14 | 289:248    | 0+41  | 16:12 |
| 6.  | KSV Witten 07           | 14 | 216:303    | 0−87  | 08:20 |
| 7.  | KSV Ketsch              | 14 | 169:361    | −192  | 06:22 |
| 8.  | TV Aachen-Walheim (N)   | 14 | 117:416    | −299  | 00:28 |

Der KSV 06 Ketsch zog seine Mannschaft nach der Saison zurück und trat in der Folgesaison in der Regionalliga Baden-Württemberg an.
Mitte März 2009 zog sich zudem der KSV Witten 07 nach 43 Jahren Ligazugehörigkeit aufgrund finanzieller Schwierigkeiten aus der 1. Bundesliga zurück, um in der Folgesaison in der Oberliga NRW einen Neustart zu wagen.

### Staffel Süd
Mit einem Vorsprung von zwei Punkten schaffte der SV Wacker Burghausen die Meisterschaft in der Staffel Süd. Am Ende geschlagen geben mussten sich die Ringer des KSV Aalen 05. Aufsteiger ASV Nendingen gelang der Klassenerhalt. Den Abstieg antreten musste der SV St. Johannis 07. Der Sportverein aus Nürnberg konnte keinen Punkt holen. Selbst gegen Nendingen, die sonst keine Punkte holen konnte, verlor St. Johannis zweimal.
| Pl. | Verein                     | K. | Kampfpkte. | Diff. | Pkte.   |
| --- | -------------------------- | -- | ---------- | ----- | ------- |
| 1.  | SV Wacker Burghausen       | 14 | 343:173    | +170  | 26:20   |
| 2.  | KSV Aalen 05               | 14 | 342:191    | +151  | 24:40   |
| 3.  | SC Anger                   | 14 | 296:220    | 0+76  | 20:80   |
| 4.  | SV Siegfried Hallbergmoos  | 14 | 287:235    | 0+52  | 14:14   |
| 5.  | RKG Freiburg 2000          | 14 | 224:278    | 0−54  | 12:16 * |
| 6.  | KG Dewangen/Fachsenfeld ** | 14 | 234:279    | 0−45  | 12:16 * |
| 7.  | ASV Nendingen (N)          | 14 | 230:286    | 0−56  | 04:24   |
| 8.  | SV St. Johannis 07         | 14 | 119:413    | −294  | 00:28   |

Die Kampfgemeinschaft aus Dewangen und Fachsenfeld zog sich zum Saisonende aus der 1. Bundesliga zurück. In der Folgesaison trat die KG in der Oberliga Württemberg an.

## Play-offs
Die ersten fünf Mannschaften der Mitte- und der Süd-Staffel sowie die ersten sechs Mannschaften der Staffel Nord qualifizierten sich für das Achtelfinale der Endrunde.

### Achtelfinale
Die Vorkämpfe fanden am 13. und 14. Dezember 2008 statt. Die Rückkämpfe wurden am 20. und 21. Dezember 2008 ausgetragen.
|                               |                        | 1. Kampf | 2. Kampf | Gesamt |
| ----------------------------- | ---------------------- | -------- | -------- | ------ |
| KG Frankfurt/Eisenhüttenstadt | KSV Köllerbach         | 05:34    | 09:26    | 14:60  |
| KSK Konkordia Neuss           | SC Anger               | 18:19    | 13:23    | 31:42  |
| AC Lichtenfels                | SV Wacker Burghausen   | 11:26    | 07:32    | 18:58  |
| SV Siegfried Hallbergmoos     | SV Germania Weingarten | 12:22    | 14:24    | 26:46  |
| RV Thalheim                   | KSV Aalen 05           | 09:27    | 12:28    | 21:55  |
| ASV Mainz 88                  | 1. Luckenwalder SC     | 19:17    | 16:22    | 35:39  |
| RKG Freiburg 2000             | TRV Berlin             | 24:10    | 33:60    | 57:16  |
| RWG Mömbris-Königshofen       | ASV Hof                | 23:12    | 25:12    | 48:24  |

Der TRV Berlin wurde vom DRB nicht mehr für die Folgesaison der 1. Bundesliga berücksichtigt.

### Viertelfinale
Die Viertelfinal-Vorkämpfe wurden am 27. Dezember 2008 ausgetragen, die Rückkämpfe am 3. Januar 2009.
|                        |                         | 1. Kampf | 2. Kampf | Gesamt |
| ---------------------- | ----------------------- | -------- | -------- | ------ |
| KSV Köllerbach         | SC Anger                | 28:90    | 28:90    | 56:18  |
| SV Wacker Burghausen   | RWG Mömbris-Königshofen | 21:13    | 14:25    | 35:38  |
| SV Germania Weingarten | KSV Aalen 05            | 22:13    | 12:20    | 34:33  |
| 1. Luckenwalder SC     | RKG Freiburg 2000       | 26:10    | 31:90    | 57:19  |

### Halbfinale
Die Vorkämpfe des Halbfinals fanden am 10. Januar 2009 statt. Die Rückkämpfe wurden am 17. Januar 2009 ausgetragen.
|                        |                         | 1. Kampf | 2. Kampf | Gesamt |
| ---------------------- | ----------------------- | -------- | -------- | ------ |
| KSV Köllerbach         | RWG Mömbris-Königshofen | 25:10    | 26:14    | 51:24  |
| SV Germania Weingarten | 1. Luckenwalder SC      | 15:25    | 22:18    | 37:43  |

### Finale
Im Finale kam es zur Neuauflage der Endkämpfe der letzten beiden Jahre. Die Finalkämpfe fanden am 24. und 31. Januar 2009 statt. Köllerbach hatte im ersten Kampf Heimrecht.
Den ersten Kampf in der Hermann-Neuberger-Halle in Völklingen konnte der KSV Köllerbach mit 23:16 für sich entscheiden. Wesentliche Stützen dieses doch recht deutlichen Sieges waren Andrej Shyyka, der seinen Gegner mit technischer Überlegenheit besiegte, aber auch Wladimir Togusow und Jan Fischer die jeweils 3:0 Punkte für den KSV holten. Für Luckenwalde gelang dies Eusebiu Diaconu und dem Schweden Jalmar Sjöberg.
Den Rückkampf in der Luckenwalder Fläminghalle entschied der Gastgeber für sich. Allerdings reichte das 21:19 nicht, um die 16:23-Niederlage aus dem Hinkampf wettzumachen. Somit wurde Köllerbach zum dritten Mal in Folge deutscher Mannschaftsmeister im Ringen.
|                |                    | 1. Kampf | 2. Kampf | Gesamt |
| -------------- | ------------------ | -------- | -------- | ------ |
| KSV Köllerbach | 1. Luckenwalder SC | 23:16    | 19:21    | 42:37  |

## Die Meistermannschaft
In der Saison 2008/09 standen folgende Kämpfer im Kader des deutschen Meisters KSV Köllerbach:
Kevin Müller, Daniel Skulski (POL), Wladimir Togusow, Wenelin Wenkow (BUL), Timo Badusch, Ismail Redzhep (BUL), Gleb Banas, Konstantin Schneider, Georg Harth, Andrej Shyyka, Petar Kasabow (BUL), Jan Fischer, Georgi Sredkow (BUL), Marek Sitnik (POL) und Dimitar Kumtschev (BUL)